# Onda de Rayleigh
Las ondas de Rayleigh son un tipo de onda acústica superficial que viaja a lo largo de la superficie de los sólidos. Se pueden producir en materiales de muchas maneras, como por impacto localizado o por transducción piezoeléctrica, y se usan con frecuencia en ensayos no destructivos para detectar defectos. Las ondas de Rayleigh son parte de las ondas sísmicas que producen en la Tierra los terremotos. Cuando se las guía en capas, se las denomina ondas Lamb, ondas Rayleigh-Lamb u ondas Rayleigh generalizadas.

## Características

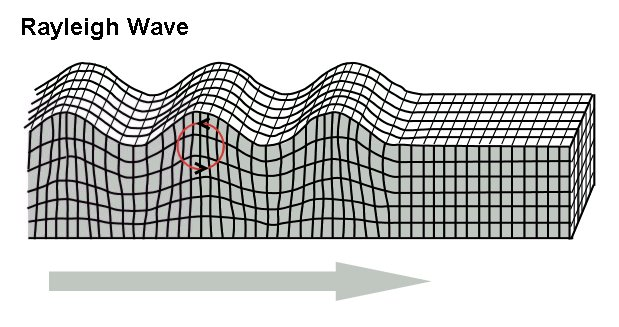
Esquema de una onda de Rayleigh.

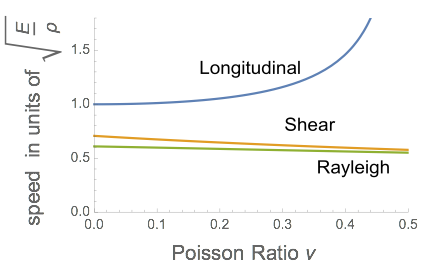
Comparación de la velocidad de una onda de Rayleigh con las velocidades de las ondas de corte y longitudinal en un material elástico isotrópico. Las velocidades están expresadas mediante unidades adimensionales.

Las ondas de Rayleigh son un tipo de onda de superficie que se desplaza cerca de la superficie de los sólidos. Las ondas de Rayleigh incluyen movimientos longitudinales y transversales cuya amplitud disminuye exponencialmente a medida que aumenta la distancia desde la superficie. Hay una diferencia de fase entre estos componentes del movimiento.
La existencia de las ondas de Rayleigh fue predicha en 1885 por Lord Rayleigh, en cuyo honor fueron denominadas. En los sólidos isotrópicos, estas ondas hacen que las partículas de la superficie se desplacen en elipses en planos normales a la superficie y paralelos a la dirección de propagación: el eje principal de la elipse es vertical. En la superficie y a poca profundidad, este movimiento es retrógrado, es decir, el movimiento en el plano de una partícula es en sentido antihorario cuando la onda viaja de izquierda a derecha. A mayores profundidades, el movimiento de la partícula se convierte en progrado. Además, la amplitud de movimiento decae y la excentricidad cambia a medida que aumenta la profundidad en el material. La profundidad a la que se observan desplazamientos significativos en el sólido es aproximadamente igual a la longitud de onda acústica. Las ondas de Rayleigh son distintas de otros tipos de ondas acústicas de superficie o guiadas, como las ondas de Love o las ondas de Lamb, ambas son tipos de ondas guiadas soportadas por una capa, u ondas longitudinales y de corte, que viajan en masa.
Las ondas de Rayleigh tienen una velocidad ligeramente menor que las ondas de corte por un factor que depende de las constantes elásticas del material. La velocidad típica de las ondas de Rayleigh en los metales es del orden de 2-5 km/s, y la velocidad típica de la onda de Rayleigh en el suelo es del orden de 50-300 m/s. Para los materiales elásticos lineales con relación de Poisson positiva ({\displaystyle \nu >0}), la velocidad de onda de Rayleigh se puede aproximar como {\displaystyle c_{R}/c_{S}={\frac {0.862+1.14\nu }{1+\nu }}}. Debido a que las ondas de Rayleigh están confinadas zonas cerca de la superficie, su amplitud en el plano cuando es generada por una fuente puntual decae como {\displaystyle {1}/{\sqrt {r}}}, donde {\displaystyle r} es la distancia radial. Por lo tanto, las ondas superficiales decaen más lentamente con la distancia que las ondas masivas, que se extienden en tres dimensiones desde una fuente puntual. Este lento decaimiento es una de las razones por las cuales son de particular interés para los sismólogos. Las ondas de Rayleigh pueden rodear la Tierra varias veces después de un gran terremoto y aún ser considerablemente grandes como para ser detectadas y medidas.
En el ámbito de la sismología, las ondas de Rayleigh (denominada "rolado de superficie") son el tipo de onda superficial más importante, y pueden ser producidas (además de por terremotos), por ejemplo, por ondas oceánicas, por explosiones, por trenes y vehículos de superficie, o por el impacto de un sledgehammer.

## Ondas de Rayleigh en ensayos no destructivos
Las ondas de Rayleigh son ampliamente utilizadas para caracterizar materiales, para detectar propiedades mecánicas y estructurales del objeto que se analiza – como por ejemplo la presencia de fisuras, y el módulo de cizalladura relacionado. Ello es común a otros tipos de ondas superficiales. Las ondas de Rayleigh que se utilizan con estos fines poseen un rango de frecuencias ultrasónicas.
Se las utiliza en distintas escalas de longitud ya que son fáciles de producir y detectar en la superficie libre de los objetos sólidos. Dado que se encuentran confinadas a una zona cercana a la superficie libre con una profundidad del orden de la longitud de onda relacionada con la frecuencia de la onda, se pueden usar diferentes frecuencias para caracterización en diferentes escalas de longitud.

## Ondas de Rayleigh en dispositivos electrónicos
Las ondas de Rayleigh que se propagan a frecuencias ultrasónicas altas (10–1000 MHz) son muy usadas en diferentes tipos de dispositivos electrónicos. Además de las ondas de Rayleigh, algunos otros tipos de ondas acústicas superficiales (SAW: por su acrónimo en idioma inglés), por ejemplo las ondas de Love, también son usadas con dicho propósito. Ejemplos de dispositivos electrónicos en los que se utilizan ondas de Rayleigh son filtros, resonadores, osciladores, sensores de presión, temperatura, humedad, etc. La operación de dispositivos SAW se basa en la transformación de la señal electrónica inicial en una onda superficial que, luego de sufrir cambios del espectro de la señal eléctrica inicial mediante su interacción con diferentes tipos de inhomogeneidades superficiales, es transformada nuevamente en una señal eléctrica modificada. La transformación de la energía eléctrica inicial en energía mecánica (en una SAW) y viceversa es por lo general llevada a cabo mediante el uso de materiales piezoeléctricos tanto para producir como para captar ondas de Rayleigh como para su propagación.

## Ondas de Rayleigh en geofísica

### Ondas de Rayleigh de terremotos
Como las ondas de Rayleigh son ondas superficiales, la amplitud de estas ondas producidas por un terremoto por lo general disminuye exponencialmente de acuerdo a la profundidad del hipocentro (foco).  Sin embargo, los terremotos de gran magnitud pueden producir ondas de Rayleigh que recorren el contorno de la Tierra varias veces antes de disiparse.
En el ámbito de la sismología las ondas longitudinales y las ondas de corte denominadas ondas P y ondas S, respectivamente, y son identificadas como ondas de volumen. Las ondas de Rayleigh son generadas por la interacción entre las ondas P y S en la superficie de la Tierra, y viajan con una velocidad que es menor que la velocidad de las ondas P, S, y de las ondas de Love.  Las ondas de Rayleigh que surgen del epicentro de un terremoto se desplazan por la superficie de la Tierra a una velocidad 10 veces la velocidad del sonido en el aire (0.340 km/s), o sea ~3 km/s.
Debido a su mayor velocidad las ondas S y P producidas por un terremoto llegan antes que las ondas superficiales. Sin embargo, el movimiento de las partículas de las ondas superficiales es más grande que el movimiento producido por las ondas de volumen, por lo que las ondas superficiales tienden a causar un mayor daño. En el caso de las ondas de  Rayleigh, el movimiento es un rolado, similar al de las olas en el océano.  La intensidad de los remezones producidos por una onda de Rayleigh en un cierto sitio depende de varios factores:
- La magnitud del terremoto.

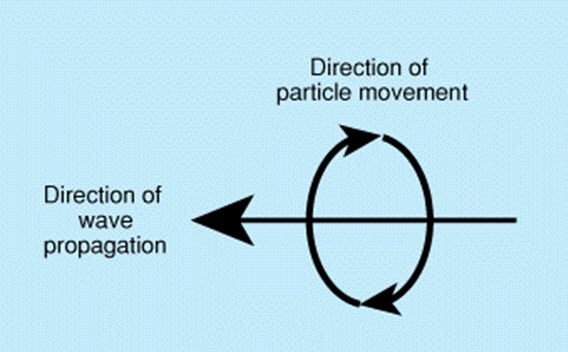
Dirección de una onda de Rayleigh.

- La distancia al epicentro del terremoto.
- La profundidad del terremoto.
- La estructura geológica de la corteza terrestre.
- El mecanismo focal del terremoto.

La estructura geológica local puede servir para enfocar o desenfocar las ondas de Rayleigh, dando lugar a diferencias significativas con respecto a la intensidad de las sacudidas en sitios no muy distantes entre sí.